# Liste der Naturdenkmäler in Bad Salzuflen
Die Liste der Naturdenkmäler in Bad Salzuflen führt die Naturdenkmäler der ostwestfälischen Gemeinde Bad Salzuflen im Kreis Lippe in Nordrhein-Westfalen (Stand: 2004) auf.
| Nr.    | Bezeichnung | Lage  | Bild           |
| ------ | --- | ----- | -------------- |
| 2.3-1  | 4 Eichen südöstlich Schwaghof | Karte |                |
| 2.3-2  | 1 Stadteiche an der L 772 westlich Gut Steinbeck am Waldrand | Karte |                |
| 2.3-3  | 1 Eschenallee an der Zufahrt von der L 772 zum Wasserwerk | Karte |                |
| 2.3-4  | 1 Pyramideneiche am Weg vom Falkenhof zum Gut Steinbeck | Karte |                |
| 2.3-7  | 1 Linde vor dem Westgiebel im Garten Pehlenstraße 2 c | Karte |                |
| 2.3-8  | Buche an der Südseite des Kuhlenweges vor Baumgruppe | Karte |                |
| 2.3-9  | 1 Eiche südlich der Knonbrücke über die Werre | Karte |                |
| 2.3-11 | 3 Eichen an der Ostseite der Zufahrt zum Eikhof westlich des Oberlauf des Sudbaches | Karte |                |
| 2.3-12 | 1 Eiche auf der Weide nordöstlich des Sunderhofes südlich des Oberlauf des Sudbaches | Karte |                |
| 2.3-13 | 1 Eiche im Garten des Hauses Grenzweg 18 | Karte |                |
| 2.3-14 | 1 Eiche im Garten des Gehöftes Grenzweg 10 | Karte |                |
| 2.3-15 | 1 Linde (Tanzlinde) an der L 805 in Bexten | Karte | weitere Bilder |
| 2.3-16 | 1 Lindenreihe an der Südseite der Wülferstraße (K 28) zwischen Bohlenstraße und L 751 (Oerlinghauser Straße) | Karte |                |
| 2.3-17 | 3 Ahorne, 1 Blutbuche, 1 Silberahorn, 1 Esskastanie, 1 Roteiche, 1 Eibe, 1 Eiche, 1 Platane, eine Eichenallee sowie eine Eibengruppe im Stadtpark von Schötmar in der Parkanlage nördlich des Schlosses und entlang des Weges zum/am ehem. Mausoleum | Karte |                |
| 2.3-18 | 2 Eichen nördlich neben der Hofeinfahrt Lindemanns Hof in Lindemannsheide südlich der Bega | Karte |                |
| 2.3-19 | 1 Hainbuchenreihe an der Westseite der Heerserheider Straße (K 22) von der Kreuzung mit der Daimlerstraße bis zur Kreuzung mit der Alt-Holzhauser-Straße                                                                                             | Karte |                |
| 2.3-20 | 1 Platanenallee und 2 Linden zwischen Gut Hündersen und Ortseingang Grastrup an der Liemer Straße (K 25) | Karte |                |
| 2.3-21 | 1 Hängebuche im Gutspark, 1 Eiche in der Hofmitte und 2 Pyramideneichen an der Hofeinfahrt des Gutes Hündersen südlich von Grastrup | Karte |                |
| 2.3-22 | 7 Eichen an der Kreuzung Alte Landstraße / Papenhauser Straße auf dem Hof | Karte |                |
| 2.3-23 | 1 Eiche (1000-jährige Eiche) nördlich des Gutes Papenhausen am Wirtschaftsweg | Karte |                |
| 2.3-24 | 2 Eichen östlich des Gutes Papenhausen auf einer kleinen Hangstufe | Karte |                |
| 2.3-26 | 2 Eichen an der Max-Planck-Straße | Karte |                |
| 2.3-27 | Hainbuchen-/Birkenallee an der West- und Ostseite der Alt-Holzhauser-Straße vom Waldrand bis zum Abzweig Schuckendahler Weg | Karte |                |
| 2.3-28 | 7 6 Eichen auf dem Hof Sylbacher Str. 310 | Karte |                |
| 2.3-29 | 3 Eichen an der Hofeinfahrt Sylbacher Str. 371 | Karte |                |
| 2.3-31 | 33 Findlinge entlang des Soldatenweges im Stadtwald Bad Salzuflen an der Grenze der Forstabteilungen 10 und 12 | Karte |                |
| 2.3-32 | 1 Findling in der Weide an der Bachstraße | Karte |                |
| 2.3-33 | Steinbruch am Vierenberg | Karte |                |
| 2.3-34 | Mergelkuhle bei Giershagen | Karte |                |
| 2.3-35 | Teich am Uthof | Karte |                |
| 2.3-36 | 2 Steinbrüche südlich der Kirchheider Straße (L 958) | Karte |                |